# Salillas de Jalón
Salillas de Jalón és un municipi d'Aragó, situat a la província de Saragossa i enquadrat a la comarca de Valdejalón.